# کیث لونکر
کیث لونکر (به انگلیسی: Keith Loneker) (زاده ۲۱ ژوئن ۱۹۷۱) بازیگر آمریکایی بود. از فیلم‌های او می‌توان به بازی در کلاه‌چرمی‌ها، لیک‌ویو تراس و قانون‌شکنان و فرشتگان اشاره کرد.